# Etzenhausen (Dachau)

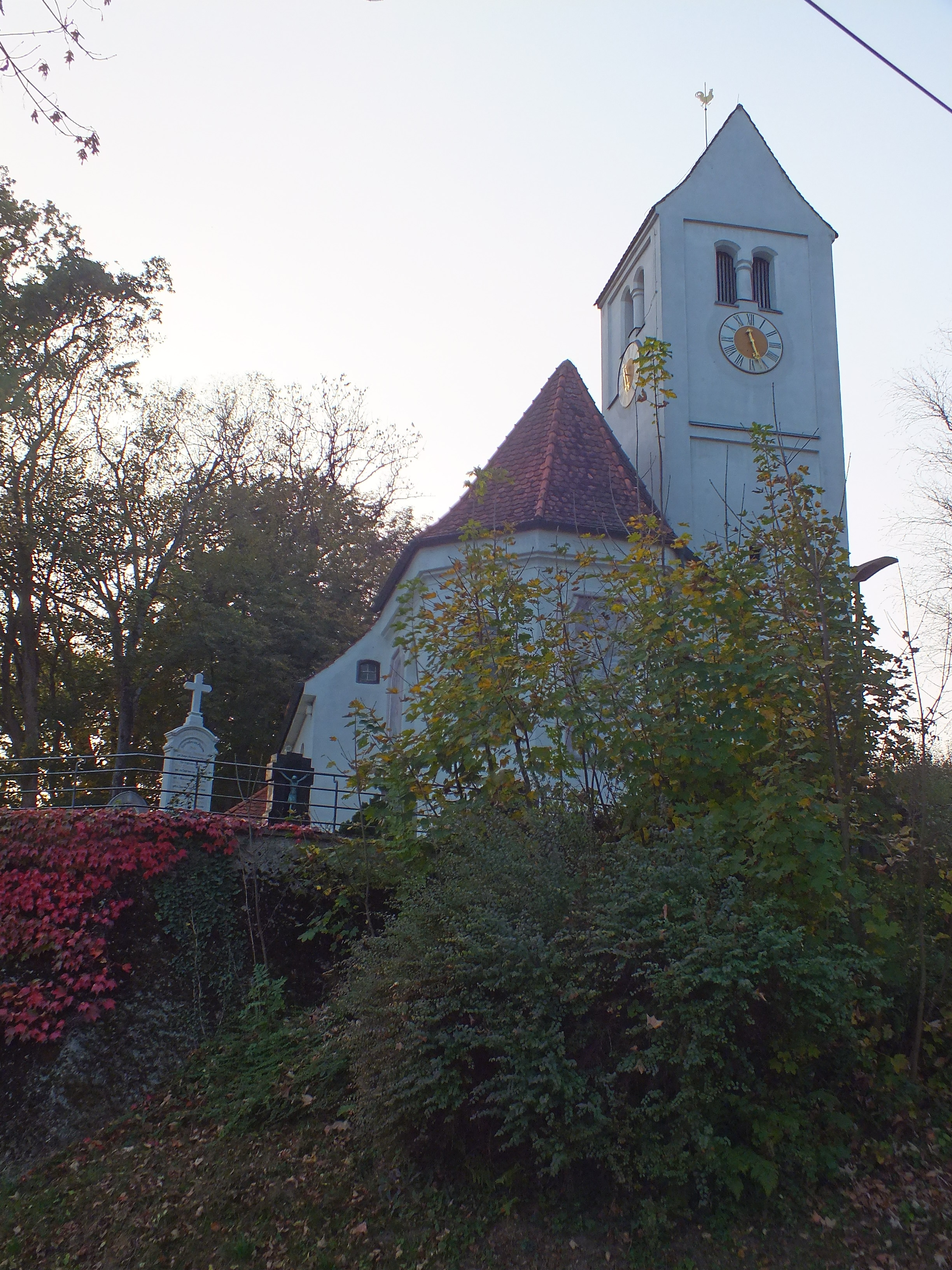
Filialkirche St. Laurentius in Etzenhausen

Etzenhausen ist ein Gemeindeteil der Stadtgemeinde Dachau (Oberbayern). Das Kirchdorf war der Hauptort der 1818 gegründeten gleichnamigen Landgemeinde im Bezirksamt Dachau, die 1939 nach Dachau eingemeindet wurde. Etzenhausen ist als Künstlerort bekannt.

## Geschichte
Etzenhausen wurde im Jahr 804 als Zezinhusir erstmals erwähnt. Im Jahr 1315 war die örtliche St. Laurentius geweihte Kirche Filialkirche von St. Jakob in Dachau, wie aus der Konradinischen Matrikel hervorgeht. Der Sattelturm und  Altarraum der heutigen Kirche  stammen aus gotischer Zeit (um 1500),  das Kirchenschiff (Langhaus) mit seiner Flachdecke ist ein  Barockbau aus dem 17. Jahrhundert.
Die Landgemeinde Etzenhausen wurde durch das bayerische Gemeindeedikt von 1818 gebildet. Sie bestand aus den Orten Eisingertshofen, Etzenhausen, Obergrashof, Steinkirchen, Untergrashof und Webling. In Etzenhausen siedelten sich im 19. Jahrhundert zahlreiche Maler an, so dass hier ein kleiner Künstlerort entstand. Er stand in enger Verbindung mit der Künstlerkolonie Dachau. Etzenhausen ist noch heute bekannt für die lange Gasse, einen Feldweg von Etzenhausen auf einen Hügel hinauf, der einen guten Überblick über die Landschaft und Dachau erschließt. Viele bekannte Maler, darunter Carl Spitzweg, Eduard Schleich d. Ä., Christian Morgenstern, Max Liebermann oder Leopold von Kalckreuth, verbrachten einige Jahre ihres Lebens in Etzenhausen und wohnten im heutigen Hotel Burgmeier. Auch Viktor Weißhaupt, Fanny Edle von Geiger-Weishaupt, Karl Stuhlmüller und Hans Müller-Dachau lebten zeitweilig in Etzenhausen. U.a. Ludwig von Herterich und Marie Keller-Hermann sind auch in Etzenhausen begraben.
Die Ortschaften Etzenhausen, Breitenau und Günding bildeten Punkte einer Verteidigungslinie der Roten Armee der 1919 ausgerufenen Münchner Räterepublik bei der Schlacht um Dachau vom 16. bis 30. April 1919.  Als Reichswehr und Freikorps am 30. April 1919 erneut von Röhrmoos auf München vorrückten, kam es gegen 13:30 Uhr in Etzenhausen zu einem einstündigen Gefecht.
Die Gemeinden Augustenfeld und Etzenhausen wurden zusammen mit einigen Ortsteilen von Nachbargemeinden der Stadt Dachau im Jahr 1939 in die Stadt eingemeindet. Die Gemeinde Etzenhausen umfasste Etzenhausen, Steinkirchen, Webling, Teile des SS-Lagers sowie Obergrashof und hatte 2.510 Einwohner.
Auf dem Waldfriedhof in Etzenhausen wurden 1945 vor allem diejenigen ehemaligen Häftlinge des KZ Dachau begraben, die in den Monaten unmittelbar nach der Befreiung des Lagers noch an den Folgen der Haft gestorben waren. Darüber hinaus findet sich hier die letzte Ruhestätte von jüdischen Häftlingen, die den Todesmarsch vom KZ Flossenbürg nach Dachau Ende April 1945 nicht überstanden hatten (siehe auch KZ-Friedhof Dachau-Leitenberg).

## Bildergalerie

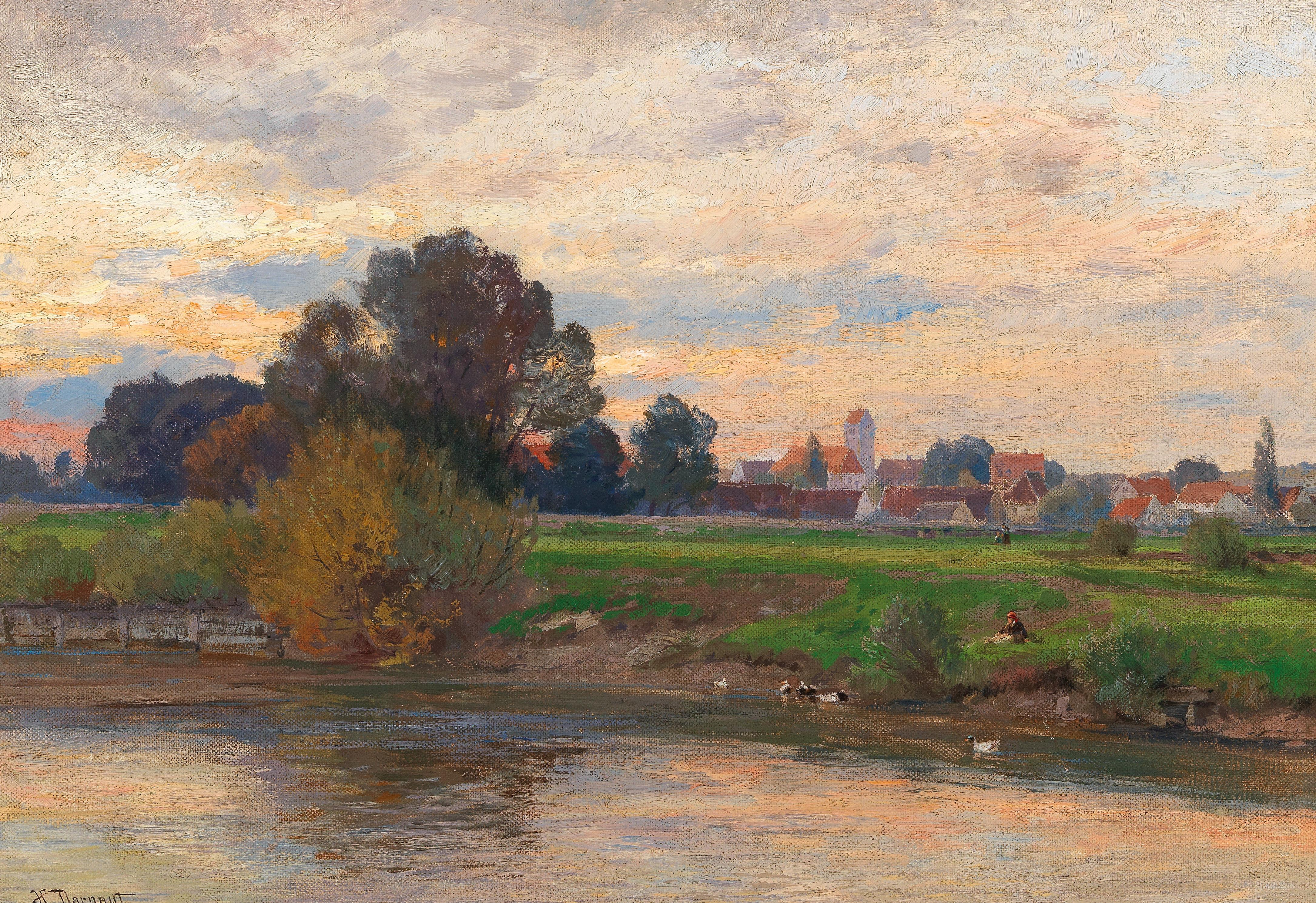
Hugo Darnaut, Abendlandschaft Etzenhausen bei Dachau
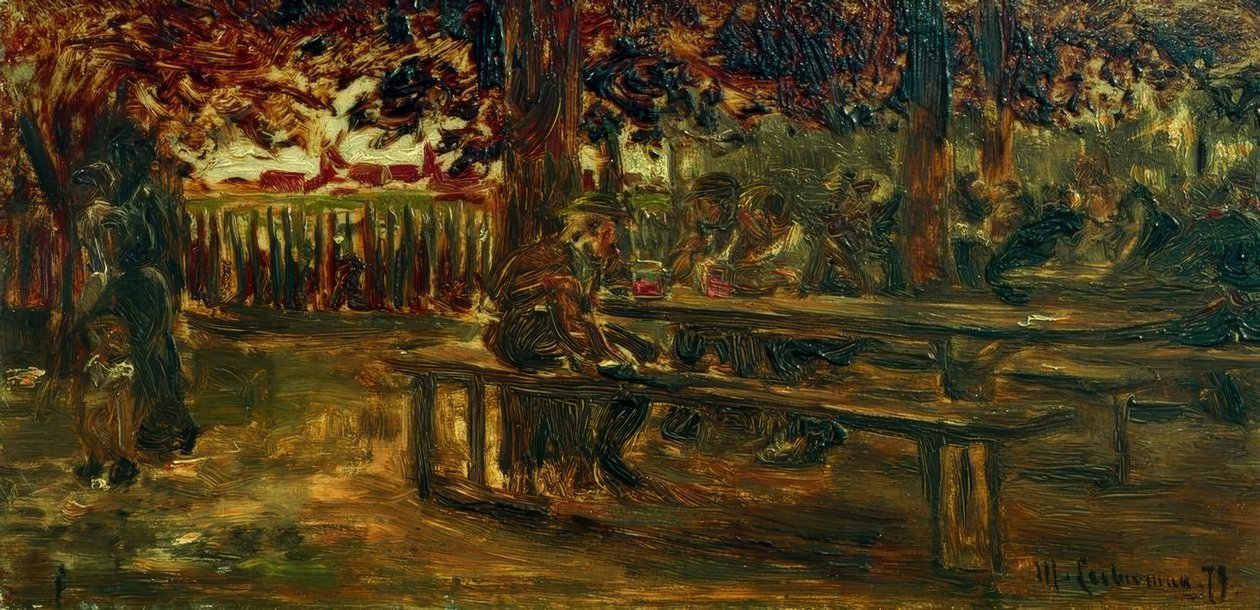
Max Liebermann, Biergarten in Etzenhausen
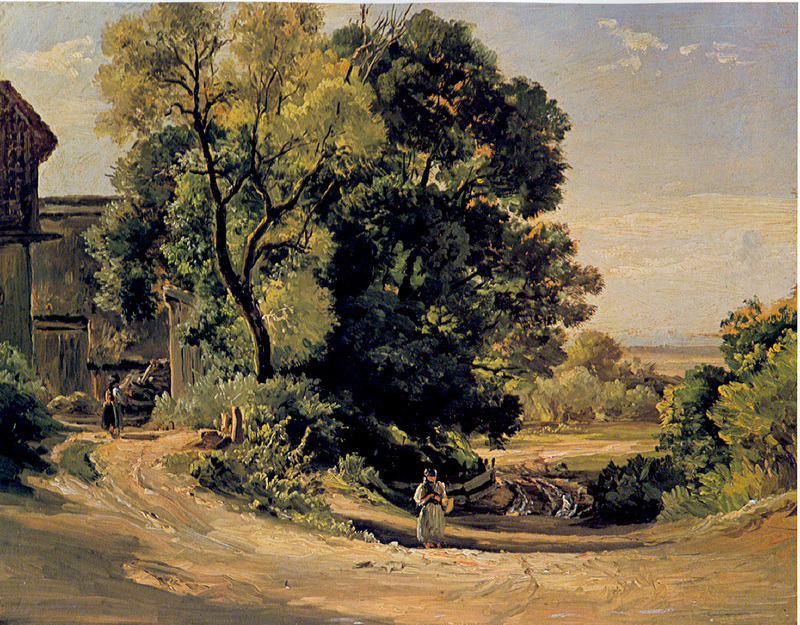
Christian Morgenstern, Etzenhausen im Morgenlicht
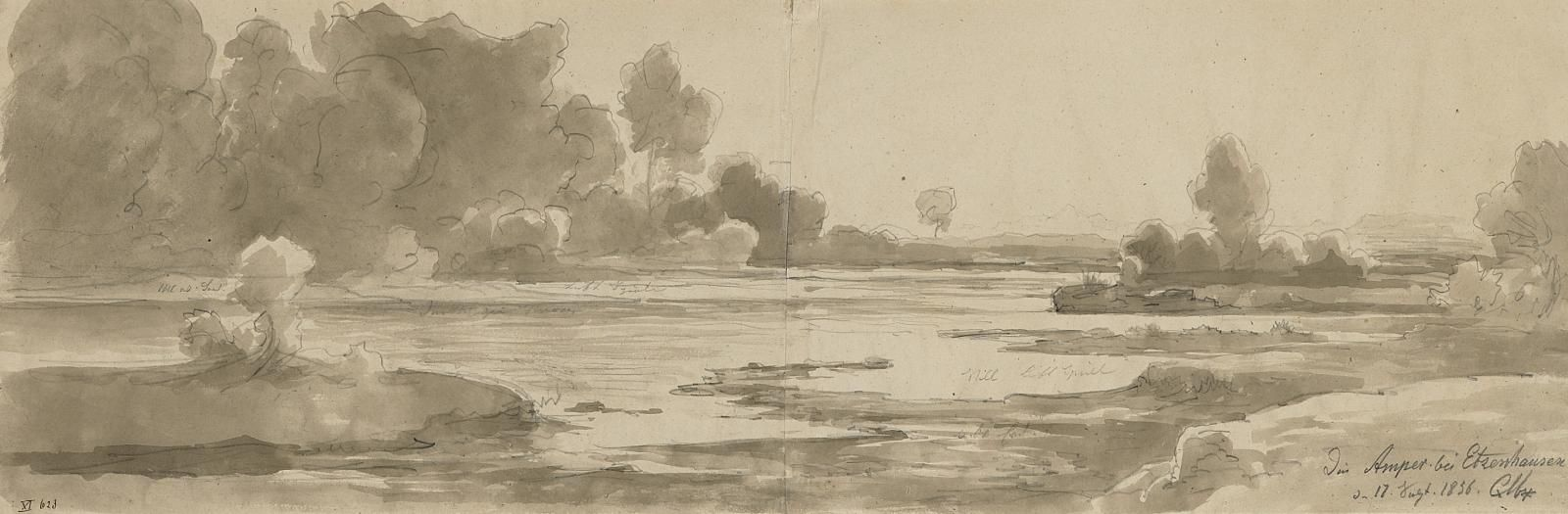
Christian Morgenstern, Die Amper bei Etzenhausen
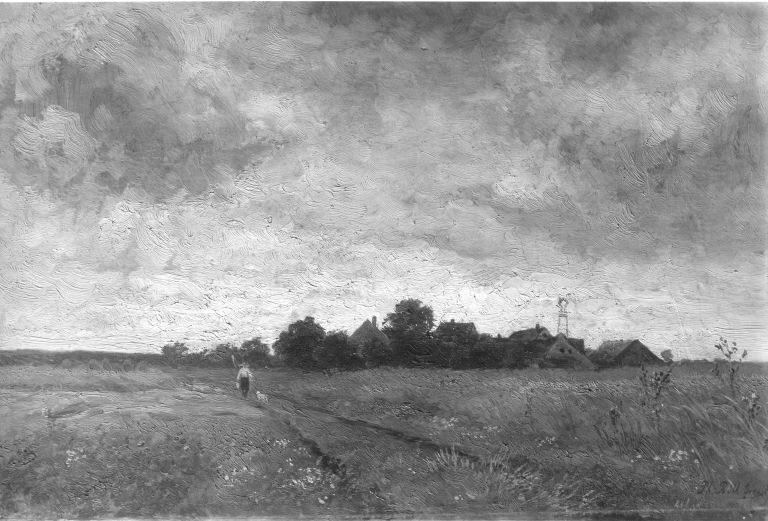
Philipp Röth, Landschaft bei Etzenhausen
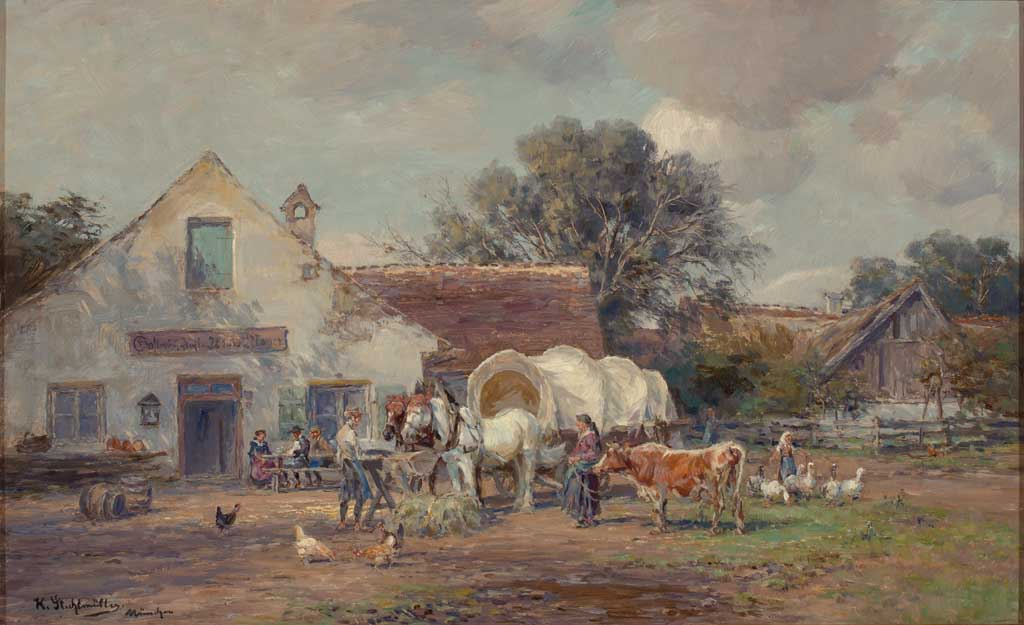
Karl Stuhlmüller, Gastwirtschaft Mayer in Etzenhausen
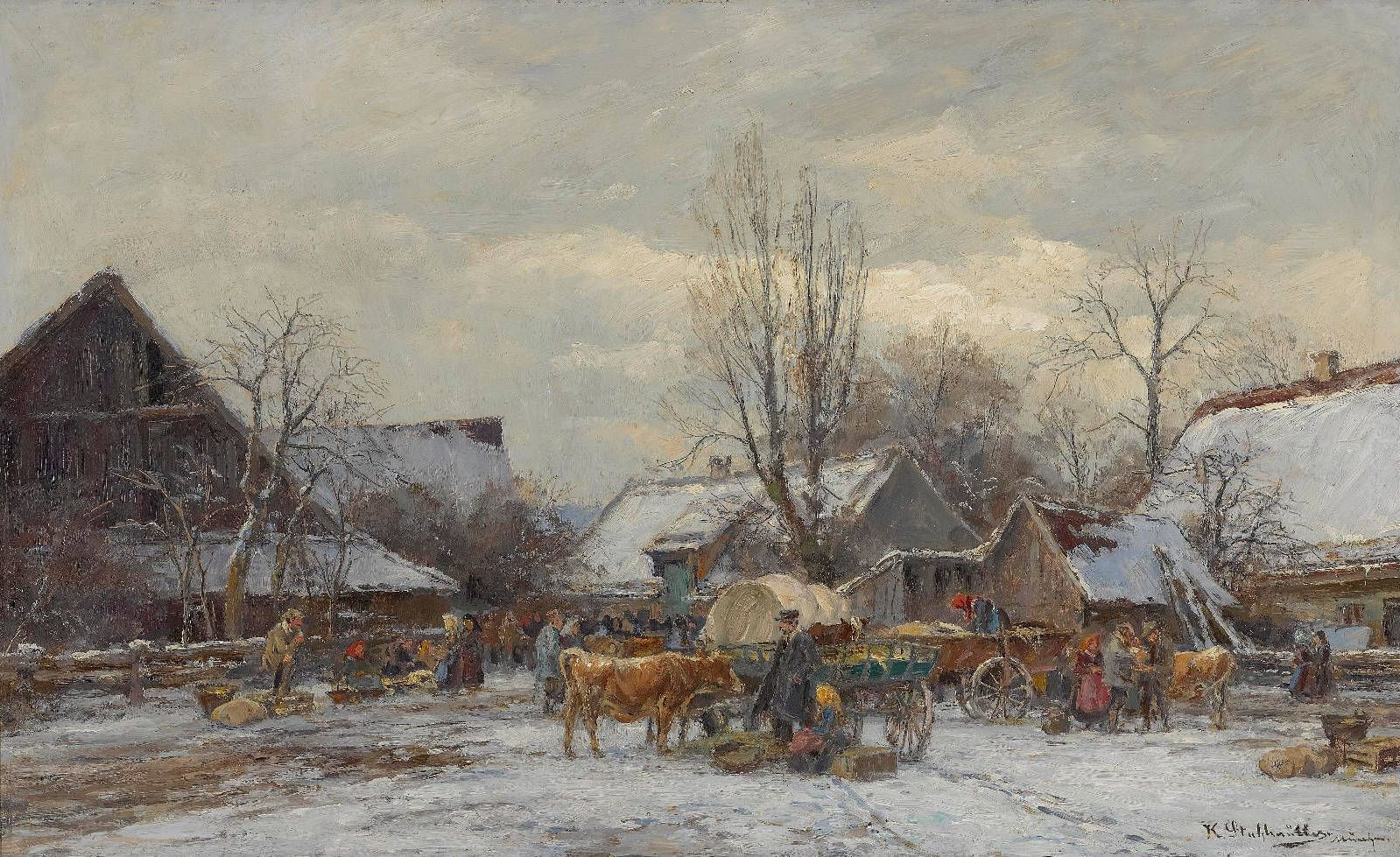
Karl Stuhlmüller, Winterlicher Viehmarkt in Etzenhausen